# Чибчакум
Чибчакум або Чибчачум — бог дощу і грому, природних сил, захисник торговців, ювелірів і землеробів (тобто простолюдинів) в міфології чибча-муїсків. Ім'я перекладається як «Опора (жезл, сила) чибча».

## Міфи
Є одним з давніх богів чибча-муїска. Був сином богині Юбекайгуаї. За те, що люди, піддавшись пияцтву та лінощам, перестали шанувати закони залишені Бочікою й насамперед богів, вирішив їх покарати. Розсердившись, Чибчакум затопив долину Боготи річками Сопо і Тібіто, втім на прохання людей Бочіка постав перед верхи на веселці, із золотим жезлом у руках. За помахом його руки розкрилася горловина водоспаду Текендама, і з висоти 130 метрів води з долини Боготи кинулися в річку Магдалена. Потім він вступив у сутичку з мстивим Чибчакумом, переміг його і зобов'язав тримати на плечах землю, яка раніше лежала на деревах гуайяки. Час від часу Чибчакум, щоб відпочити, перекладає землю з одного плеча на інше, тому відбуваються землетруси. За це люди повинні приносити золото в жертву Чібчакуму. Коли в гори потрапляє людина, Чибчакум намагається поговорити з ним, — так народжується гірська луна.
За іншим варіантом, Чибчакум заздрив діям Бочіки, тому вмовив богиню Уітаку спокусити людей пиятикою, щоб між ними почалася війна, проте Бочіка викляв Уітаку й та перетворилася на сову. І тоді вже Чибчакум вирішив потопити долину Боготи, щоб винищити людство. Втім частину людей врятував Бочіка, а самого Чибчакума змусив спуститися у підземній світ й тримати землю на плечах.

## Культ
Муїски, піддані держави Баката вважали Чибчакума своїм покровителем. Звідси дослідники виводять думку щодо зародження культу цього божества серед південних племен муїска, що потім поширилося на усю територію чибча-муїсків.